# Příbramská pahorkatina

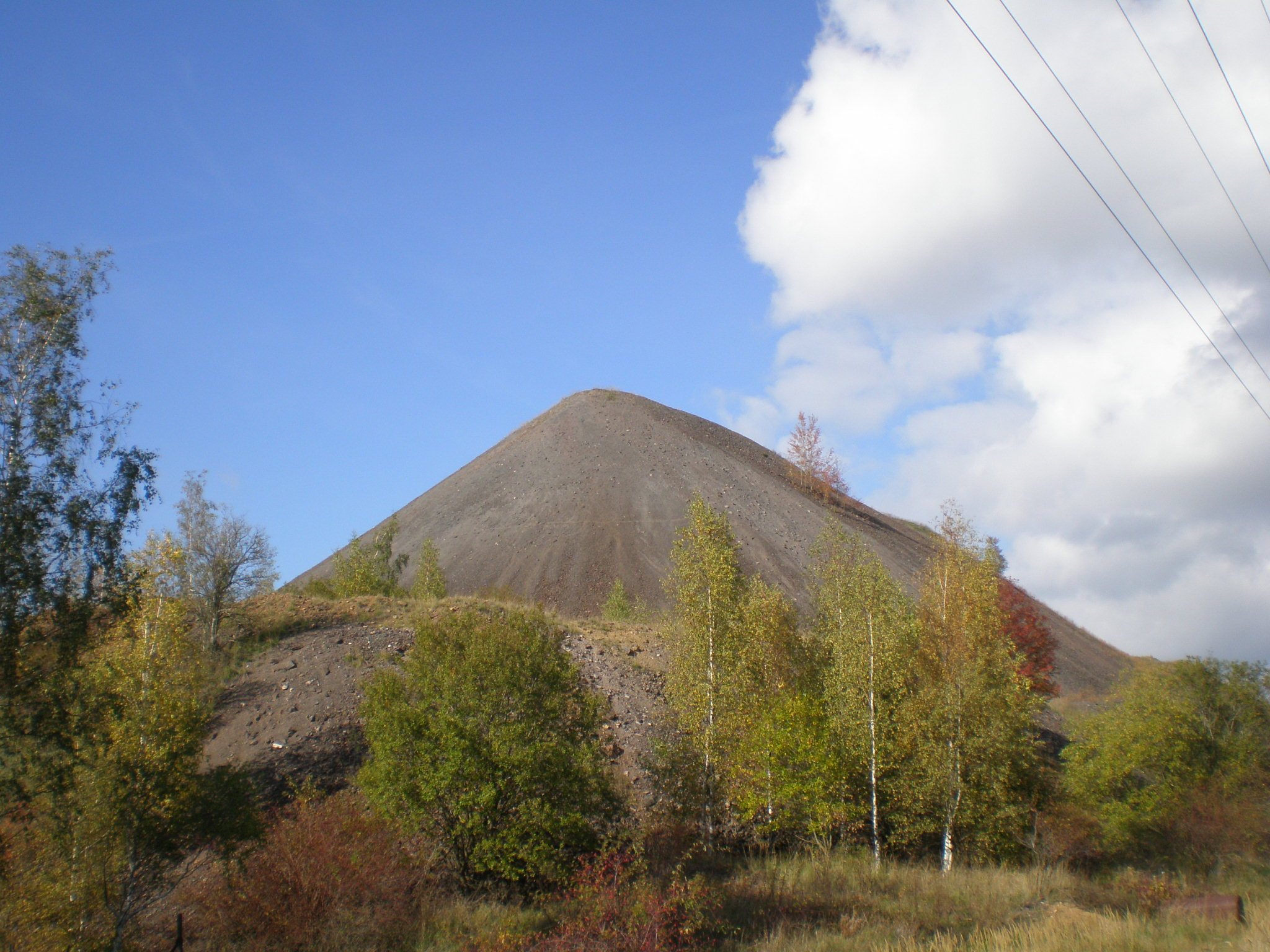
Šachta č.6

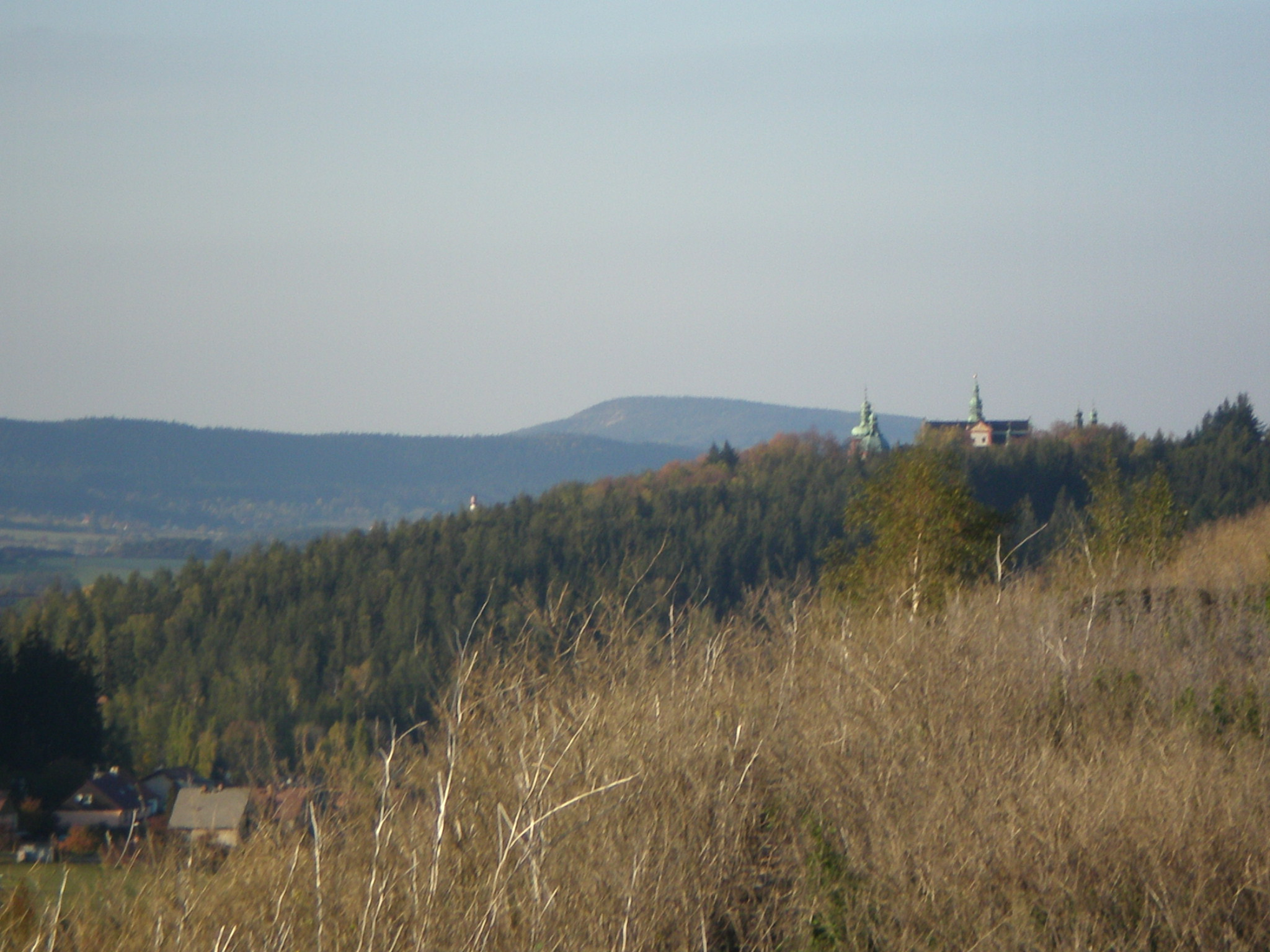
Sv.Hora a Plešivec

Příbramská pahorkatina je geomorfologický podcelek a nejmenší i nejnižší částí Brdské vrchoviny.

## Vymezení a členění
Na severu, mezi Velkým Ždírcem a Dobříší přímo sousedí s Hřebeny, na severovýchodě a východě s Dobříšskou pahorkatinou, na jihu sousedí s Březnickou pahorkatinou a na západě a severu s Brdy. Dělí se na dva geomorfologické okrsky - Třebskou pahorkatinu a Pičínskou pahorkatinu.
| Geomorfologické členění Brdské vrchoviny                                             | Geomorfologické členění Brdské vrchoviny | Geomorfologické členění Brdské vrchoviny                                                                                               |
| ------------------------------------------------------------------------------------ | ---------------------------------------- | --- |
| ČESKÁ VYSOČINA • Poberounská subprovincie • Brdská oblast                            |                                          | |
| BRDY                                                                                 | Třemošenská vrchovina                    | Kvaňská vrchovina (Hlava, 789 m) Ohrazenická vrchovina (Beranec, 663 m) Čenkovská vrchovina (Brda, 773 m) Tocká vrchovina (Tok, 865 m) |
| BRDY                                                                                 | Třemšínská vrchovina                     | Voltušská vrchovina (Třemšín, 827 m) Chynínská vrchovina (Nad Marastkem, 805 m) Padrťská vrchovina (Jahodová hora, 731 m)              |
| BRDY                                                                                 | Strašická vrchovina                      | Dobřívská vrchovina (Bambule, 663 m) Jivinská pahorkatina (Jivina, 620 m)                                                              |
| HŘEBENY                                                                              | Studenská vrchovina                      | Jistevnický hřbet (Studený vrch, 661 m) Skalecký hřbet (bezejmenný, 565 m) Trnovská pahorkatina (Spálený, 555 m)                       |
| HŘEBENY                                                                              | Kopaninská vrchovina                     | nečlení se (Kámen, 415 m) |
| PŘÍBRAMSKÁ PAHORKATINA                                                               | Třebská pahorkatina                      | Narysovská pahorkatina (Vojna, 667 m) Příbramská kotlina (570 m)                                                                       |
| PŘÍBRAMSKÁ PAHORKATINA                                                               | Rosovická pahorkatina                    | Hlubošská pahorkatina (Malý chlum, 591 m) Suchodolská pahorkatina (bezejmenný, 604 m)                                                  |
| PROVINCIE • Subprovincie • Oblast / Celek / PODCELEK • Okrsek • Podokrsek • (vrchol) |                                          | |

Na rozdíl od samotných Brd a Hřebenů je Příbramská pahorkatina podstatně méně zalesněna. Je to dáno jejím mnohem hustším osídlením i vhodnějšími podmínkami pro zemědělské využití v její severovýchodní části. Výrazně se zde také projevila intenzivní těžba (zejména uranových rud) východně a jižně od Příbrami, která mnohá místa změnila v průmyslovou krajinu. Rozsáhlejší lesy tu nalezneme jen severně od Příbrami (po obec Hluboš) a na JZ, v okolí obce Vysoká u Příbrami.
Podobně jako ostatní části Brdské vrchoviny, je i tato její část tvořena horninami kambrického a ordovického stáří, převážně slepenci a břidlicemi.

## Vrcholy
Maximální výšky zaostávají za nejvyššími polohami Brdské vrchoviny. Nejvyšším vrchem je Vojna (667 m), cca 1 km jižně od Příbrami-Žežic. Významnějšími vrchy jsou například Na skále (633 m) a Leč (628 m) nedaleko obce Vysoká u Příbrami, Beránky (614 m) nad městskou částí Červená, Levín (612 m) 2,5 km severně od Milína, Vraneč (608 m) na jih od Milína, Holanec (605 m) nad obcí Háje, Padák (587 m), známá Svatá Hora (586 m) a Pichce (572 m) - všechny na území Příbrami, Velký Chlum (481 m) u Kotenčic nebo Malý Chlum (591 m) u obce Hluboš. (V oblasti bývalé těžby uranu, východně a JV od Příbrami nelze přehlédnout četné odvaly důlních děl, které někdy svojí výškou přesahují i úroveň přirozených vrchů a představují tak svérázné dominanty krajiny.

## Vodstvo
Nenalezneme tu ani významné vodní toky. Zhruba středem území protéká řeka Litavka, do níž se severně od Příbrami vlévá Příbramský potok, pramenící pod vrchem Levín. K jihu skloněná úbočí odvodňuje řeka Skalice, která pramení v Jižních Brdech (a až po Březnici je také nazývána Vlčava). Mezi obcí Dubno a příbramskou městskou částí Nová Hospoda cca v 565 m je prameniště řeky Kocáby.

## Zajímavosti
- V obci Vysoká u Příbrami dlouho působil hudební skladatel Antonín Dvořák, který zde nalezl inspiraci pro řadu svých děl, včetně opery Rusalka.
- Nedaleko obce Milín, na Slivici, padly 11.5.1945 poslední výstřely II. světové války v Evropě.
- Západně od vrchu Vojna byl v 50. letech 20. století vybudován koncentrační tábor, kde byli političtí vězni komunistického režimu využíváni k otrocké práci v uranových dolech. V současné době slouží tábor jako památník a součást Muzea III. odboje v Příbrami.